# Hierodula laevicollis
Hierodula laevicollis es una especie de mantis de la familia Mantidae.

## Distribución geográfica
Se encuentra en la isla de Molucas, Ambon y Timor.